# كلمات (أغنية)
كلمات اغنيه يا ليل طويل من تاليف امير وليد عوض

## تأثيرها
في رواية صانعة الحكايات للكاتب الفلسطيني خالد جمعة، أسميت البطلة «كلمات»، وذلك تيمنا بأغنية ماجدة الرومي. 2017